# سنوآ
شهر سنوآ (به فرانسوی: Sannois) در شهرستان ولدوآز در ناحیه ایل-دو-فرانس با جمعیت ۲۵٬۹۳۹ نفر در کشور فرانسه واقع شده‌است